# Tephrosia retamoides
Tephrosia retamoides là một loài thực vật có hoa trong họ Đậu. Loài này được (Baker) Soler. miêu tả khoa học đầu tiên.